# 京都市立常磐野小学校
京都市立常磐野小学校（きょうとしりつ ときわのしょうがっこう）は、京都府京都市右京区太秦京ノ道町にある公立小学校。なお、学校名は「常磐野」だが、地区名は「常盤○○町」である。

## 沿革
- 1970年（昭和45年） - 京都市立太秦小学校常磐野分校として開校
- 1971年（昭和46年） - 京都市立常磐野小学校として創立。
- 1974年（昭和49年） - 育成学級（ひまわり学級）設置。
- 1977年（昭和52年） - 東校舎竣工。
- 1980年（昭和55年） - 創立10周年記念式典挙行。
- 1985年（昭和60年） - 北運動場竣工（現:プール地）。
- 1987年（昭和62年） - 中庭舗装、南運動場・北運動場全面改修。
- 1990年（平成2年） - 創立20周年記念式典挙行。
- 1996年（平成8年） - 常磐野児童館設置（東校舎1階）。
- 1997年（平成9年） - ことばときこえの教室設置。同年、北校舎耐震補強工事完成。
- 2002年（平成14年） - 学校ビオトープ「ときわぎネイチャーランド」第1期竣工式。
- 2003年（平成15年） - 新プール・体育館竣工式。この年度から、学校2学期制を導入。同年、児童・保護者・地域と共に学校ビオトープ第2期工事開始。
- 2004年（平成16年） - 南運動場全面改修工事終了。同年、ビオトープ第2期工事竣工・植樹式。
- 2005年（平成17年）6月 - 若狭町立気山小学校（福井県）との交流開始。
- 2006年（平成18年） - 普通教室冷房化工事。同年、南校舎耐震補強工事及び窓枠取替工事開始。
- 2008年（平成20年） - ビオトープ第4期工事竣工式。
- 2020年（令和2年） - 創立50周年記念式典挙行。南校舎トイレ改修工事。学校案内看板設置。

## 通学区域
- 右京区
  - 太秦青木ケ原、太秦一町芝町、太秦乾町、太秦馬塚町、太秦開日町、太秦北路町、太秦京ノ道町（1～22番地）、太秦御領田町、太秦中筋町、太秦蜂岡町（JR山陰本線以北）[1]、太秦東蜂岡町（JR山陰線以北）、太秦堀池町・太秦宮ノ前町、常盤一ノ井町、常盤馬塚町、常盤柏ノ木町、常盤北裏町、常盤窪町、常盤下田町、常盤段ノ上町、常盤出口町、常盤仲之町、常盤西町、常盤東ノ町、常盤古御所町、常盤村ノ内町、常盤森町

卒業生は基本的に京都市立蜂ヶ岡中学校へ進学する。

## 周辺
- 京都市常磐野児童館
- 京都府立嵯峨野高等学校
- 京都常盤郵便局
- 京都市道187号鹿ヶ谷嵐山線（丸太町通）

## アクセス
- 京福電気鉄道（嵐電）北野線常盤駅から、徒歩約420m・約6分。
- 京都市営バス「75」・「91」・「93」・「特93」の各系統[2]及び京都バス「81」系統で、常磐野小学校前バス停下車後、徒歩約185m・約3分。
  - 京都駅から、京都市営バス「75」系統か京都バス「81」系統で、常磐野小学校前バス停下車。